# Murina pluvialis
Murina pluvialis — вид ссавців родини лиликових.

## Етимологія
лат. pluv—«падає» («пов'язаний з дощем» на латині) відноситься до середовища проживання нового виду, який, за повідомленнями отримує найвищий рівень опадів у світі.

## Морфологія
Кажан невеликого розміру, з довжиною голови й тіла 44 мм, довжина передпліччя 36,6 мм, довжина хвоста 34 мм, довжина стопи 6,5 мм і довжиною вух 16 мм.
Спинна частина червонувата, з основою волосся темно-коричневою, черевна частина світло-сіра, з основою волосся чорною. Ніздрі помітні й трубчасті. Вуха округлі. Кінець довгого хвоста злегка виступає за межі хвостової мембрани, й близько до тіла щільно покрита червонуватими довгими волосками, в той час як черевна поверхня посипана рідким білуватим волоссям.

## Проживання, поведінка
Цей вид відомий тільки з окремого захоплення самиці в горах Кхасі, уздовж кордону між індійським штатом Мегхалая і північно-східною частиною М'янми. Живе в густих вічнозелених вторинних лісах близько 780 метрів над рівнем моря.

## Звички
Харчується комахами.